# Зникнення (фільм, 2009)
«Зникнення» — незалежний фільм 2009 року з Саймоном Бейкером і Пас Вегою в головних ролях.

## Сюжет
Кредитний експерт Джек Бішоп одружений вдруге з Амаєю. Його дочку від першого шлюбу Тобі викрадають. Під час розслідування з'ясовується, що про минуле батька нічого невідомо й документи в нього нові, а також про долю рідної матері дівчини відсутня інформація.
Поліція починає підозрювати місцевих кримінальних злочинців, а також послідовників популярного культу Санта Муерте. Батько відчайдушно шукає доньку, що приводить правоохоронців до причетності й Джека до цієї релігії. Надалі стає відомо, що справжнє ім'я Джека Роберто. Зв'язок з наркотиками заніс його в Мексику, де чоловік починає працювати на мафію. Він одружився з жінкою на ім'я Кеті. У шлюбі народилася донька Тобі. Пізніше дружина помирає. Джека заарештовують, але йому вдається втекти. На кордоні головного героя затримують через підозру у вбивстві повії, яка допомагала у пошуку Тобі. Бішоп приїздить у місто та заманює справжнього вбивцю, від якого дізнається, що Тобі викрала колишня дружина Джека Кеті. Він в люті вбиває її, хоча вона заперечувала причетність до викрадення.
Підозра падає й на другу дружину Джека, яка могла це зробити за допомогою свого двоюрідного брата. Стає відомо, що Роберто за наказом Кеті задушив батька Амаї, яка була свідком цього. Жінка одружується з Бішопом, щоб покарати його за цей злочин. Джек потрапляє в кімнату, де колись вчинив вбивство та рятує доньку. Але стає відомо, що Амая розповіла Тобі про минуле батька та заручилася Санта Муерте, яка надасть сили для помсти. Тобі та Джек тікають і в кущах дівчина промовляє молитву про силу.

## У ролях
| Актор             | Роль                 |
| ----------------- | -------------------- |
| Саймон Бейкер     | Джек Бішоп / Роберто |
| Пас Вега          | Амая Бішоп           |
| Хлоя Морец        | Тобі Бішоп           |
| Клер Форлані      | Кеті                 |
| Майкл ДеЛоренцо   | Каспер Наварро       |
| Кен Давітян       | отець Салінас        |
| Верджинія Перієра | Карен Де Ла Роза     |

## Створення фільму

### Виробництво
Зйомки фільму проходили в Санта-Фе, Лас-Веґасі, Мехіко, Пачука-де-Сото.

### Знімальна група
- Кінорежисер — Дрор Сореф
- Сценаристи — Томас Ромеро, Дрор Сореф
- Кінопродюсери — Дрор Сореф, Дональд Цукерман
- Композитори — Марк Ішем, Сінді О'Коннор
- Кінооператор — Стівен Бернстейн
- Кіномонтаж — Мартін Гантер
- Художник-постановник — Даріо Каррето, Ед Вега
- Художник-декоратор — Гелен Бріттен
- Художник з костюмів — Дебора Евертон
- Підбір акторів — Ліза Іссарі, Гейді Левітт[2].

## Сприйняття

### Критика
Фільм отримав переважно негативні відгуки. На сайті Rotten Tomatoes оцінка стрічки становить 15 % на основі 13 відгуків від критиків (середня оцінка 3,2/10) і 17 % від глядачів із середньою оцінкою 2,6/5 (4 470 голосів). Фільму зарахований «гнилий помідор» від кінокритиків та «розсипаний попкорн» від глядачів, Internet Movie Database — 4,9/10 (2 306 голосів), Metacritic — 48/100 (9 відгуків від критиків) і 5,1/10 (7 відгуків глядачів).

### Номінації та нагороди
| Нагороди та номінації фільму «Зникнення» | Нагороди та номінації фільму «Зникнення» | Нагороди та номінації фільму «Зникнення» | Нагороди та номінації фільму «Зникнення» | Нагороди та номінації фільму «Зникнення» | Нагороди та номінації фільму «Зникнення» |
| Рік                                      | Кінофестиваль/кінопремія                 | Категорія/нагорода                       | Номінант                                 | Результат                                |                                          |
| ---------------------------------------- | ---------------------------------------- | ---------------------------------------- | ---------------------------------------- | ---------------------------------------- | ---------------------------------------- |
| 2003                                     | «Сатурн»                                 | Найкраще DVD-видання фільму              | «Зникнення»                              | Номінація                                |                                          |